# Hylaeus schwarzii
Hylaeus schwarzii är en solitär biart som först beskrevs av Cockerell 1896.  Den ingår i släktet citronbin och familjen korttungebin. Inga underarter finns listade i Catalogue of Life.

## Beskrivning
Arten är slank och svart, med en blekgul till elfenbensfärgad ansiktsmask. Denna består hos honan endast av två smala, triangelformade fält på varje sida av ansiktet, mellan munskölden och i höjd med antennfästena, medan den hos hanen täcker nästan hela ansiktet, från munskölden till ovanför antennfästena. Vingarna är genomskinliga, men den yttre halvan är mörk. Ribborna är mörkbruna hos honan, gråbruna hos hanen. Kroppslängden varierar från 6,5 till 8 mm hos honan, 7 till 7,5 mm hos hanen. Arten är nära släkt med Hylaeus nelumbonis, men skiljs från denna genom att den saknar den senares rödbruna markering på främre delen av bakkroppen.

## Ekologi
Flygtiderna varierar med det geografiska läget: I norra delen av utbredningsområdet varar den från april till september, i Florida från april till december. Arten är polylektisk, den flyger till många olika växter, som sumakväxter (sumaker), flockblommiga växter (kvannesläktet och morötter), korgblommiga växter (röllika, cikoria, tistlar, rosenflockel, prästkrage, Pluchea och gullrissläktet), korsblommiga växter (sommargyllen och åkerrättika), johannesörtsväxter (johannesörtssläktet), kransblommiga växter (strandklor, åkermynta och gamandrar), vallmoväxter (strandvallmo), triftväxter (rispar), ranunkelväxter (ranunkelsläktet) samt rosväxter (hallonsläktet och vresros).

## Utbredning
Utbredningsområdet omfattar östra USA från Massachusetts till Florida